# Impression par viscosité
L’impression par viscosité est une technique d’estampe proche de la taille-douce qui permet d'imprimer plusieurs couleurs d'encre à partir d'une seule plaque, au lieu de compter sur plusieurs plaques pour la séparation des couleurs. Il s’agit d’une technique d’impression d’estampes d'art qui produit des tirages originaux en éditions limitées, car elle est lente et permet trop de variations entre les épreuves pour que de grandes éditions soient réalisables. L’impression couleur par viscosité est l’un des tout derniers développements en matière de gravure en taille-douce : elle a été mise au point par Stanley William Hayter dans les années 1960. 
Le principe consiste à faire repousser les encres moins grasses par les encres les plus grasses (huileuses), selon le principe de viscosité. Un rouleau plus ou moins dur selon les encres, dépose celles-ci sur une plaque dans une plus ou moins grande profondeur selon la douceur du rouleau.

## Principe de la taille-douce
Un sujet est gravé sur une plaque de métal puis imprimé après qu'une encre visqueuse (de la consistance de la peinture à l'huile) a forcé dans des rainures, des rayures, des lignes gravées ou des empreintes. La surface polie est ensuite nettoyée avec du papier journal et de la tarlatane en laissant l’encre uniquement en dessous du niveau de la plaque. La plaque est ensuite recouverte d'un papier humide et de couvertures de feutre. Elle passe dans la presse où une pression importante pousse le papier humide dans les rainures gravées ou gravées pour capter l’encre. C'est-à-dire que l'on voit en creux ce qui est en dessous de la surface de la plaque et l'encre est maintenant imprimée sur le papier.

## Le processus de l'impression par viscosité
Le processus utilise le principe de viscosité pour imprimer plusieurs couleurs d'encre à partir d'une seule plaque, au lieu de compter sur plusieurs plaques pour la séparation des couleurs. L’impression par viscosité des couleurs a été mise au point par un groupe de l’Atelier 17 de Paris au milieu des années 1960, qui était composé d'artistes tels que Stanley William Hayter, Kaiko Moti et Krishna Reddy. Martin Barooshian est arrivé à l'Atelier 17 en 1956, travaillant en étroite collaboration avec Hayter, Moti, Reddy et en particulier avec Shirley Wales, avec qui il a continué à innover dans l'impression par viscosité en couleur, la poussant à ses limites pour créer une imagerie plus objective, devenant finalement l'un de ses maîtres les plus importants.
Trois à quatre couleurs d'encre sont mélangées, chacune d'une viscosité différente. Cette viscosité est ajustée par addition d'huile de lin non cuite.
Des plaques métalliques, généralement en cuivre ou en zinc, sont utilisées, comme dans les processus en creux. L'artiste crée des images sur la plaque en gravant des lignes ou des textures. La plaque est ensuite encrée en plusieurs étapes. La première encre doit être assez dense, de viscosité relativement élevée. L'application de l'encre à haute viscosité est effectuée comme dans tout procédé de gravure en taille-douce : en la forçant dans les renfoncements de la plaque, puis en essuyant la surface de la plaque avec une tarlatane.
L'encre d'une deuxième couleur de la viscosité la plus fine est ensuite appliquée sur la surface de la plaque à l'aide d'un rouleau en caoutchouc dur, de sorte qu'elle recouvre la plaque en un seul passage et ne soit transférée que sur les zones les plus hautes de la plaque. Une encre d'une troisième couleur et d'une consistance beaucoup plus rigide est ensuite appliquée sur les zones inférieures de la plaque à l'aide d'un rouleau en caoutchouc plus tendre. Les viscosités variables des deux encres enroulées les empêchent de se mélanger. Une quatrième couleur, de viscosité plus fine, peut également être appliquée à ce stade. Cette couleur est soit étalée sur une plaque de verre, qui est ensuite pressée contre la plaque d’impression de sorte que l’encre n’adhère que sur les points les plus élevés de la plaque de métal, ou bien elle est appliquée à l’aide d’un rouleau dur appliqué avec très peu de pression.
Ce processus peut également être effectué avec un monotype. Il faut pour cela encrer la plaque d’acrylique ou de plexiglas avec une encre de très haute viscosité, puis enrouler une encre très lâche pour obtenir deux tons sur une seule plaque. On peut essayer de rayer une image sur la plaque, mais les plaques en acrylique et en plexiglas sont plus capricieuses que le cuivre ou le zinc et s'usent plus tôt.
Une feuille de papier d'impression est ensuite placée sur la plaque verticale et passée dans une presse à imprimer qui imprime toutes les couleurs simultanément. Cela présente un avantage certain, car dans certains autres procédés d’impression multicolores, l’enregistrement correct des blocs présente une difficulté.